# San José de Suaita
San Jose de Suaita est un village industriel localisé dans le département de Santander, en Colombie. Fondé en 1924, c'est un corregimiento dépendant de la municipalité de Suaita.

## Géographie
Le village de San José de Suaita se trouve à l'est des Andes colombiennes, à 1 300 m d'altitude. Le village est situé à environ 200 kilomètres au nord de Bogota et à 8 kilomètres au nord de Suaita, dont il dépend.

## Population
La population indigène originelle ayant complètement disparu, il ne reste de ces premiers habitant guanes (branche des Muiscas) que le nom du district : Suaita signifierait « le jardin du Soleil » comme cela peut voir à son emblème. La population est essentiellement d'origine hispanique (65 %), mais on trouve également des descendants allemands et anglo-saxons (10 %). Le reste (25 %) étant constitué de métis de départements plus proches comme Boyacá et même Tolima.
Le village per se ne regroupe qu'un quart des 1 200 habitants, la majeure partie des résidents étant dans les secteurs ruraux. Des 280 ménages, 40,2 % ont des enfants de moins de 18 ans. Le foyer moyen regroupait 4,35 personnes selon le recensement de 2006, et l'exode rural est poussé, ainsi que l'émigration.

## Économie
L'économie de San José repose de nos jours sur l'agriculture et l'élevage de bétail et volailles. Café, canne à sucre, yuca, plantain et agrumes constituent les principales sources de revenus. Le gouvernement reste cependant le premier employeur, suivi par les divers propriétaires terriens.